# Partidos políticos de Bolivia
Los partidos políticos de Bolivia o sistema político se dividen en tres grupos: izquierda, centro y derecha, existiendo distintas tendencias dentro de estos grupos como el radicalismo, el populismo y la emergencia de movimientos sociales de obreros y campesinos han sido factores que dieron origen a las organizaciones políticas.
La Constitución Política del Estado de Bolivia de 2009 establece que los candidatos a cargos públicos a ser electos son postulados por organizaciones indígenas, agrupaciones ciudadanas (modalidad incorporada en la Ley de Agrupaciones Ciudadanas de 2004) y partidos políticos. Todas estas organizaciones políticas deben elegir a sus dirigentes y candidatos mediante elecciones democráticas internas que son fiscalizadas por el Órgano Electoral y que garantizan la igual participación de hombres y mujeres.

## Historia de los partidos políticos en Bolivia

### Independencia y caudillismo
En el ámbito normativo, en Bolivia ha regido la democracia indirecta o representativa desde la promulgación de la ley del 13 de agosto de 1825. Sin embargo, desde su fundación en dicho año y hasta el inicio de la guerra del Pacífico en 1879, el país no contó con un sistema de partidos políticos. En este periodo de inestabilidad política, la Presidencia se concretaba por medio de votaciones en el Congreso, derrocamientos encabezados por caudillos militares o elecciones esporádicas en las que la participación era restringida según la condición económica y social de las personas y en las que se postulaban representantes de la aristocracia o militares popular

### Gobiernos del Partido Conservador
Tras la derrota en la guerra del Pacífico la élite dominante decidió organizar la nación sobre el modelo democrático liberal y tomar directamente las riendas del poder. Así nació lo que se ha denominado el estado oligárquico. Este cambio tenía que ver con la consolidación del poder minero de la plata.
Este momento coincide con el nacimiento de los partidos políticos como estructuras organizadas. El gran ideólogo del periodo es Eliodoro Camacho que estableció de manera orgánica los principios del ideario liberal, que serían la base ideológica de los partidos hasta la guerra del Chaco. Libertad política, económica e individual era el trípode de las ideas de los liberales. Por otro lado, haciendo oposición estaban los conservadores del Partido Constitucional o también llamado Partido Conservador, con un ideario católico, antiliberal y antipostivista. La confrontación entre el Partido Liberal y el Partido Conservador era de grupos de poder y de región. Los conservadores llegaron a la presidencia bajo dos facciones: Gregorio Pacheco (1884-1888) con el Partido Demócrata y Aniceto Arce (1888-1892), Mariano Baptista (1892-1896) y Severo Fernández Alonso (1896-1899) con el Partido Constitucional (o Conservador).
La pugna política entre conservadores y liberales se define tras la guerra Federal de 1898 que concluye con la victoria de los liberales y el traslado de la sede de gobierno de Sucre a La Paz.
Los hechos más importantes de este periodo fueron: la política de expoliación de tierras indígenas, la importación de capital y tecnología, la modernización urbana a partir de la llegada del ferrocarril, la energía eléctrica y el telégrafo, la inserción boliviana en el mercado internacional con la primera ley de bancos, la vinculación caminera, la instalación de la primera línea telefónica.

### Gobiernos del Partido Liberal
José Manuel Pando abrió el ciclo de gobiernos liberales (1899-1920), con una mentalidad modernizadora que marcó una nueva preeminencia de la economía y de la geopolítica interna de Bolivia, estableciendo el liderazgo de La Paz que tendría vigencia a lo largo de todo el siglo XX. Este periodo se caracteriza por el colapso de la minería boliviana de la plata y, en paralelo, el auge del estaño y los usos múltiples de este producto en el mundo. En dos décadas los llamados barones del estaño Simón Patiño, Carlos Víctor Aramayo y Mauricio Hoschild, se convirtieron en un poder económico y político decisivo en el país. Fueron Presidentes de Bolivia por el Partido Liberal: Narciso Campero (1880-1884), José Manuel Pando (1899-1904), Ismael Montes (1904-1909 y 1913-1917), José Gutiérrez Guerra (1917-1920) y José Luis Tejada Sorzano (1934-1936).
Entre los principales hechos de este periodo se destacan: la firma del Tratado de 1904 que pone fin a la contienda bélica entre Chile y Bolivia y define la mediterraneidad de este último, sucesivos superávits por el crecimiento de las exportaciones, modernización del ejército, la expoliación de tierras comunitarias y el crecimiento del latifundio, obras de integración vial y la firma del primer contrato de concesión de áreas para la explotación petrolera con la norteamericana Richmond Levering en el departamento de Santa Cruz.

### Revolución del 52
Los partidos políticos que gobernaron el país desde la Revolución Nacional de 1952 fueron el MNR, ADN, FSB y MIR, entre los más destacados, con interrupciones por golpes militares.

### SigloXXI
El 2002 el escenario político se configuró de la siguiente forma: En la Izquierda el Movimiento al Socialismo (MAS), en la Centro-derecha Unidad Nacional (UN), en la Centro-izquierda el Movimiento Sin Miedo (MSM),en la Centro-derecha Poder Democrático Social (Podemos) y en la Derecha y Centro-derecha Plan Progreso para Bolivia-Convergencia Nacional (PPB-CN) y en la Derecha el histórico Movimiento Nacionalista Revolucionario (MNR). 
La composición del actual sistema político boliviano es reciente debido a que a inicios del siglo XXI los partidos políticos que gobernaron el país desde la Revolución de 1952 perdieron credibilidad y sufrieron un desgaste que los llevó prácticamente a la desaparición. Sin embargo, varios de ellos (MNR, ADN, PDC) han reaparecido a inicios de los años 2010.
Poco a poco, el MAS ha crecido bastante en apoyo popular, pero siempre ha habido diferentes agrupaciones que han hecho frente al partido, podemos mencionar en el año 2009, Plan Progreso para Bolivia-Convergencia Nacional (PPB-CN) y el año 2014, la unión de dos agrupaciones, que fueron MDS y UN, que formaron la agrupación Unidad Demócrata (UD).
Hoy en día, la primera fuerza política del país es el partido de izquierda MAS dirigido por el expresidente de Bolivia Evo Morales, seguido por el gobernador de Santa Cruz en oposición al gobierno de Luis Arce, Luis Fernando Camacho con su partido de extrema Derecha Creemos[cita requerida] quien es acusado (entre otros políticos opositores al MAS cómo el expresidente Carlos D. Mesa) como uno de los autores de un supuesto golpe de Estado en contra del entonces presidente Evo Morales en 2019, hecho que los políticos opositores al MAS niegan rotundamente y califican la salida de Morales como la consecuencia de un fraude electoral comprobado por la OEA, que desencadenó protestas ciudadanas masivas que llevaron a la renuncia y posterior huida de Morales del país para buscar refugio en México.

## Lista de partidos políticos antiguos

### Partidos actualmente inscritos
Los siguientes son los partidos actualmente inscritos según el Tribunal Supremo Electoral:
| Partidos políticos | Partidos políticos | Partidos políticos                     | Partidos políticos | Partidos políticos | Partidos políticos | Partidos políticos                                                                                                  | Partidos políticos                | Partidos políticos  | Representación | Representación | Representación | Representación |
| Logo               | Logo               | Nombre                                 | Lista              | Siglas             | Posición           | Ideología | Fundación                         | Líder               | Senadores      | Diputados      | Gobernadores   | Alcaldes       |
| ------------------ | ------------------ | -------------------------------------- | ------------------ | ------------------ | ------------------ | --- | --------------------------------- | ------------------- | -------------- | -------------- | -------------- | -------------- |
|                    |                    | Movimiento Demócrata Social            | 2                  | MDS                | Centro-derecha     | Ver listaLiberalismo Liberalismo conservador Federalismo Autonomismo                                                | 15 de diciembre de 2013 (11 años) | Rubén Costas        | 4/36           | 10/130         | 0/9            | 5/340          |
|                    |                    | Frente Revolucionario de Izquierda     | 4                  | FRI                | Centro-izquierda   | Ver listaSocialdemocracia Progresismo Tercera vía                                                                   | 23 de abril de 1978 (47 años)     | Tuto Quiroga        | 4/36           | 10/130         | 0/9            | 6/340          |
|                    |                    | Movimiento al Socialismo               | 5                  | MAS-IPSP           | Extrema izquierda  | Ver listaSocialismo del Siglo XXI Socialismo comunitario Plurinacionalismo Populismo de izquierda                   | 23 de julio de 1997 (28 años)     | Grover García       | 7/36           | 42/130         | 3/9            | 240/340        |
|                    |                    | Movimiento Nacionalista Revolucionario | 6                  | MNR                | Centro-derecha     | Ver listaNacionalismo liberal Neoliberalismo Conservadurismo                                                        | 7 de junio de 1942 (83 años)      | Johnny Torres       | 0/36           | 0/130          | 1/9            | 0/340          |
|                    |                    | Movimiento Tercer Sistema              | 7                  | MTS                | Izquierda          | Ver listaTercer sistema Transversalismo político Partido atrapalotodo Plurinacionalismo                             | 21 de marzo de 2010 (15 años)     | Félix Patzi         | 7/36           | 6/130          | 1/9            | 10/340         |
|                    |                    | Movimiento Tercer Sistema              | 7                  | MTS                | Izquierda          | Ver listaTercer sistema Transversalismo político Partido atrapalotodo Plurinacionalismo                             | 21 de marzo de 2010 (15 años)     | Félix Patzi         | 7/36           | 6/130          | 1/9            | 10/340         |
|                    |                    | Partido Demócrata Cristiano            | 9                  | PDC                | Centro             | Ver listaCentrismo Reformismo Socioliberalismo Transversalismo Descentralismo Institucionalismo Humanismo cristiano | 6 de febrero de 1954 (71 años)    | Oscar Trujillo      | 1/36           | 0/130          | 0/9            | 7/340          |
|                    |                    | Unidad Nacional                        | 11                 | UN                 | Centro             | Ver listaSocialdemocracia Socioliberalismo Liberalismo económico                                                    | 12 de diciembre de 2003 (21 años) | Samuel Doria Medina | 5/36           | 19/130         | 1/9            | 0/340          |
|                    |                    | Nueva Generación Patriótica            | 12                 | NGP                | Centro             | Ver listaCentrismo Reformismo Antimasismo Socioliberalismo                                                          | 13 de agosto de 2024 (1 años)     | Édgar Uriona        | 0/36           | 1/130          | 0/9            | 0/340          |
|                    |                    | Autonomía para Bolivia - Súmate        | 13                 | APB                | Centro-derecha     | Ver listaEconomía mixta Conservadurismo liberal Nacionalismo Autonomismo Populismo                                  | 13 de diciembre de 2024 (0 años)  | Manfred Reyes Villa | 0/36           | 13/130         | 0/9            | 1/340          |
|                    |                    | Movimiento de Renovación Nacional      | 14                 | MORENA             | Centro-izquierda   | Ver listaSocialdemocracia Indigenismo Populismo de izquierda                                                        | 12 de enero de 2025 (0 años)      | Eva Copa            | 0/36           | 0/130          | 1/9            | 1/340          |

### Partidos políticos desaparecidos
| Partidos políticos | Partidos políticos | Partidos políticos                     | Partidos políticos | Partidos políticos | Partidos políticos | Partidos políticos                 | Partidos políticos                | Partidos políticos   | Ref.  |
| Logo               | Logo               | Nombre                                 | Siglas             | Posición           | Ideología | Fundación                          | Desaparición                      | Líder                | Ref.  |
| ------------------ | ------------------ | -------------------------------------- | ------------------ | ------------------ | --- | ---------------------------------- | --------------------------------- | -------------------- | ----- |
|                    |                    | Acción Democrática Nacionalista        | ADN                | Derecha            | Ver listaNacionalismo Conservadurismo liberal Liberalismo Republicanismo Reformismo Anticomunismo                                                           | 23 de marzo de 1979 (46 años)      | 19 de agosto de 2025 (0 años)     | Freddy Terrazas      | [ 4 ] |
|                    |                    | Unidad Cívica Solidaridad              | UCS                | Centro             | Ver listaTransversalismo Socioliberalismo Populismo Centrismo                                                                                               | 15 de agosto de 1988 (37 años)     | 19 de agosto de 2025 (0 años)     | Jhonny Fernández     | [ 4 ] |
|                    |                    | Movimiento Indígena Pachakuti          | MIP                | Extrema izquierda  | Ver listaSocialismo revolucionario Comunismo Marxismo-leninismo Comunitarismo Guevarismo Antiimperialismo Etnonacionalismo Indigenismo Katarismo Indianismo | 1 de noviembre de 2000 (24 años)   | 28 de diciembre de 2005 (19 años) | Felipe Quispe        |       |
|                    |                    | Bolivia Social Demócrata               | BSD                | Izquierda          | Ver listaSocialismo Humanismo Indigenismo Katarismo | 21 de diciembre de 2003 (21 años)  | 4 de enero de 2010 (15 años)      | Rime Choquehuanca    | [ 5 ] |
|                    |                    | Agrupación Ciudadana "Gente"           | GENTE              | Izquierda          | Ver listaSocialismo Humanismo Indigenismo Katarismo | 6 de septiembre de 2004 (20 años)  | 4 de enero de 2010 (15 años)      | Román Loayza Caero   | [ 5 ] |
|                    |                    | Movimiento de Unidad Social Patriótica | MUSPA              | Izquierda          | Ver listaSocialismo Humanismo Feminismo Indigenismo Katarismo                                                                                               | 21 de junio de 2005 (20 años)      | 4 de enero de 2010 (15 años)      | Ana María Flores     | [ 5 ] |
|                    |                    | Consenso Popular                       | CP                 | Centro-derecha     | Ver listaLiberalismo Federalismo Autonomismo Conservadurismo liberal Democracia liberal Centrismo                                                           | 15 de septiembre de 2005 (19 años) | 28 de agosto de 2013 (11 años)    | Oscar Ortiz Antelo   | [ 6 ] |
|                    |                    | Consenso Popular                       | CP                 | Centro-derecha     | Ver listaLiberalismo Federalismo Autonomismo Conservadurismo liberal Democracia liberal Centrismo                                                           | 15 de septiembre de 2005 (19 años) | 28 de agosto de 2013 (11 años)    | Oscar Ortiz Antelo   | [ 6 ] |
|                    |                    | Frente Para la Victoria                | FPV                | Centro-izquierda   | Ver listaAgrarismo Ecologismo | 2 de enero de 2006 (19 años)       | 7 de mayo de 2025 (0 años)        | Eliseo Rodríguez     |       |
|                    |                    | Pueblos por la Libertad y Soberanía    | PULSO              | Izquierda          | Ver listaSocialismo Humanismo Indigenismo Katarismo Plurinacionalismo                                                                                       | 21 de marzo de 2007 (18 años)      | 4 de enero de 2010 (15 años)      | Alejo Véliz          | [ 5 ] |
|                    |                    | Pueblos por la Libertad y Soberanía    | PULSO              | Izquierda          | Ver listaSocialismo Humanismo Indigenismo Katarismo Plurinacionalismo                                                                                       | 21 de marzo de 2007 (18 años)      | 4 de enero de 2010 (15 años)      | Alejo Véliz          | [ 5 ] |
|                    |                    | Partido Verde de Bolivia               | PVB                | Centro-izquierda   | Ver listaSocialismo Política verde Ecologismo Ambientalismo Ecología política Ecología social Ecosocialismo                                                 | 9 de agosto de 2007 (18 años)      | 13 de noviembre de 2014 (10 años) | Margot Soria Saravia | [ 7 ] |
|                    |                    | Partido de Acción Nacional Boliviano   | PAN-BOL            | Centro             | Ver listaPopulismo Justicia social Indigenismo | 15 de abril de 2016 (9 años)       | 7 de mayo de 2025 (0 años)        | Ruth Nina            |       |

### Partidos políticos en proceso de registro
Partidos políticos que se mostraron interesados por obtener su personería jurídica o recuperarla a través de la recolección de firmas.
| Partidos políticos           | Partidos políticos | Partidos políticos                      | Partidos políticos | Partidos políticos | Partidos políticos | Partidos políticos           | Partidos políticos                | Partidos políticos |
| Logo                         | Logo               | Nombre                                  | Siglas             | Posición           | Ideología | Fundación                    | Desaparición                      | Líder              |
| ---------------------------- | ------------------ | --------------------------------------- | ------------------ | ------------------ | --- | ---------------------------- | --------------------------------- | ------------------ |
|                              |                    | Movimiento Sin Miedo                    | MSM                | Centro-izquierda   | Ver listaSocialdemocracia Progresismo Centrismo Socialismo democrático                                                  | 1 de marzo de 1999 (26 años) | 13 de noviembre de 2014 (10 años) | Juan del Granado   |
| 17 de julio de 2024 (1 años) |                    | Movimiento Sin Miedo                    | MSM                | Centro-izquierda   | Ver listaSocialdemocracia Progresismo Centrismo Socialismo democrático                                                  |                              |                                   | Juan del Granado   |
|                              |                    | Estamos Volviendo Obedeciendo al Pueblo | EVO Pueblo         | Extrema izquierda  | Ver listaEvismo Indigenismo Nacionalismo de izquierda Plurinacionalismo Populismo de izquierda Socialismo del siglo XXI | 31 de marzo de 2025 (0 años) |                                   | Evo Morales Ayma   |

## Alianzas y coaliciones

### Actuales
| Alianzas | Alianzas                                                            | Alianzas                    | Alianzas | Alianzas                     | Alianzas | Alianzas                         | Alianzas                 | Alianzas                | Alianzas                           | Representación | Representación |
| Logo     | Logo                                                                | Nombre                      | Siglas   | Posición                     | Ideología | Fundación                        | Líder                    | Partidos y agrupaciones | Partidos y agrupaciones            | Senadores      | Diputados      |
| -------- | ------------------------------------------------------------------- | --------------------------- | -------- | ---------------------------- | --- | -------------------------------- | ------------------------ | ----------------------- | ---------------------------------- | -------------- | -------------- |
|          |                                                                     | Libre-Libertad y Democracia | LIBRE    | Centro a Centro-derecha      | Ver listaAntimasismo Socioliberalismo Economía de mercado Republicanismo Liberalismo económico Socialdemocracia                     | 17 de diciembre de 2024 (0 años) | Jorge Quiroga Ramírez    |                         | Frente Revolucionario de Izquierda | 0/36           | 0/130          |
|          | Movimiento Demócrata Social                                         | Libre-Libertad y Democracia | LIBRE    | Centro a Centro-derecha      | Ver listaAntimasismo Socioliberalismo Economía de mercado Republicanismo Liberalismo económico Socialdemocracia                     | 17 de diciembre de 2024 (0 años) | Jorge Quiroga Ramírez    |                         |                                    | 0/36           | 0/130          |
|          | Movimiento Nacionalista Revolucionario                              | Libre-Libertad y Democracia | LIBRE    | Centro a Centro-derecha      | Ver listaAntimasismo Socioliberalismo Economía de mercado Republicanismo Liberalismo económico Socialdemocracia                     | 17 de diciembre de 2024 (0 años) | Jorge Quiroga Ramírez    |                         |                                    | 0/36           | 0/130          |
|          |                                                                     | Bloque de Unidad            | UNIDAD   | Centro a Centro-izquierda    | Ver listaCentrismo Antimasismo Socialdemocracia Socioliberalismo Economía mixta                                                     | 18 de diciembre de 2024 (0 años) | Samuel Doria Medina      |                         | Unidad Nacional                    | 0/36           | 0/130          |
|          | Creemos                                                             | Bloque de Unidad            | UNIDAD   | Centro a Centro-izquierda    | Ver listaCentrismo Antimasismo Socialdemocracia Socioliberalismo Economía mixta                                                     | 18 de diciembre de 2024 (0 años) | Samuel Doria Medina      |                         |                                    | 0/36           | 0/130          |
|          | Cambio 25                                                           | Bloque de Unidad            | UNIDAD   | Centro a Centro-izquierda    | Ver listaCentrismo Antimasismo Socialdemocracia Socioliberalismo Economía mixta                                                     | 18 de diciembre de 2024 (0 años) | Samuel Doria Medina      |                         |                                    | 0/36           | 0/130          |
|          | Soberanía y Libertad para Bolivia                                   | Bloque de Unidad            | UNIDAD   | Centro a Centro-izquierda    | Ver listaCentrismo Antimasismo Socialdemocracia Socioliberalismo Economía mixta                                                     | 18 de diciembre de 2024 (0 años) | Samuel Doria Medina      |                         |                                    | 0/36           | 0/130          |
|          | Alianza Social Patriótica                                           | Bloque de Unidad            | UNIDAD   | Centro a Centro-izquierda    | Ver listaCentrismo Antimasismo Socialdemocracia Socioliberalismo Economía mixta                                                     | 18 de diciembre de 2024 (0 años) | Samuel Doria Medina      |                         |                                    | 0/36           | 0/130          |
|          | Movimiento sin Miedo                                                | Bloque de Unidad            | UNIDAD   | Centro a Centro-izquierda    | Ver listaCentrismo Antimasismo Socialdemocracia Socioliberalismo Economía mixta                                                     | 18 de diciembre de 2024 (0 años) | Samuel Doria Medina      |                         |                                    | 0/36           | 0/130          |
|          | Alianza por Bolivia Unida y Solidaria                               | Bloque de Unidad            | UNIDAD   | Centro a Centro-izquierda    | Ver listaCentrismo Antimasismo Socialdemocracia Socioliberalismo Economía mixta                                                     | 18 de diciembre de 2024 (0 años) | Samuel Doria Medina      |                         |                                    | 0/36           | 0/130          |
|          | Jóvenes Kataristas                                                  | Bloque de Unidad            | UNIDAD   | Centro a Centro-izquierda    | Ver listaCentrismo Antimasismo Socialdemocracia Socioliberalismo Economía mixta                                                     | 18 de diciembre de 2024 (0 años) | Samuel Doria Medina      |                         |                                    | 0/36           | 0/130          |
|          | Mi Oruro del Alma                                                   | Bloque de Unidad            | UNIDAD   | Centro a Centro-izquierda    | Ver listaCentrismo Antimasismo Socialdemocracia Socioliberalismo Economía mixta                                                     | 18 de diciembre de 2024 (0 años) | Samuel Doria Medina      |                         |                                    | 0/36           | 0/130          |
|          | Vamos Bolivia                                                       | Bloque de Unidad            | UNIDAD   | Centro a Centro-izquierda    | Ver listaCentrismo Antimasismo Socialdemocracia Socioliberalismo Economía mixta                                                     | 18 de diciembre de 2024 (0 años) | Samuel Doria Medina      |                         |                                    | 0/36           | 0/130          |
|          | Movimiento Nacionalista Revolucionario                              | Bloque de Unidad            | UNIDAD   | Centro a Centro-izquierda    | Ver listaCentrismo Antimasismo Socialdemocracia Socioliberalismo Economía mixta                                                     | 18 de diciembre de 2024 (0 años) | Samuel Doria Medina      |                         |                                    | 0/36           | 0/130          |
|          |                                                                     | Alianza Popular             | AP       | Izquierda a centro-izquierda | Ver listaEstatismo Progresismo Indigenismo Socialismo Pluralismo Populismo Democracia participativa Extractivismo Plurinacionalismo | 17 de abril de 2025 (0 años)     | Andrónico Rodríguez      |                         | Movimiento Tercer Sistema          | 0/36           | 0/130          |
|          | Partido Socialista Revolucionario                                   | Alianza Popular             | AP       | Izquierda a centro-izquierda | Ver listaEstatismo Progresismo Indigenismo Socialismo Pluralismo Populismo Democracia participativa Extractivismo Plurinacionalismo | 17 de abril de 2025 (0 años)     | Andrónico Rodríguez      |                         |                                    | 0/36           | 0/130          |
|          | Movimiento Autonomista por el Trabajo y la Estabilidad              | Alianza Popular             | AP       | Izquierda a centro-izquierda | Ver listaEstatismo Progresismo Indigenismo Socialismo Pluralismo Populismo Democracia participativa Extractivismo Plurinacionalismo | 17 de abril de 2025 (0 años)     | Andrónico Rodríguez      |                         |                                    | 0/36           | 0/130          |
|          |                                                                     | Fuerza del Pueblo           | FP       | Centro-izquierda             | Ver listaCentrismo Transversalismo Socioliberalismo Populismo                                                                       | 18 de abril de 2025 (0 años)     | Jhonny Fernández Saucedo |                         | Unidad Cívica Solidaridad          | 0/36           | 0/130          |
|          | Movimiento de Organización Popular                                  | Fuerza del Pueblo           | FP       | Centro-izquierda             | Ver listaCentrismo Transversalismo Socioliberalismo Populismo                                                                       | 18 de abril de 2025 (0 años)     | Jhonny Fernández Saucedo |                         |                                    | 0/36           | 0/130          |
|          |                                                                     | Libertad y Progreso ADN     | LP-ADN   | Derecha                      | Ver listaNacionalismo Conservadurismo liberal Liberalismo Republicanismo Reformismo Anticomunismo Antimasismo                       | 18 de abril de 2025 (0 años)     | Paulo Rodríguez Folster  |                         | Acción Democrática Nacionalista    | 0/36           | 0/130          |
|          | Pando Somos Todos                                                   | Libertad y Progreso ADN     | LP-ADN   | Derecha                      | Ver listaNacionalismo Conservadurismo liberal Liberalismo Republicanismo Reformismo Anticomunismo Antimasismo                       | 18 de abril de 2025 (0 años)     | Paulo Rodríguez Folster  |                         |                                    | 0/36           | 0/130          |
|          | Nacionalidad Autónoma por el Cambio y Empoderamiento Revolucionario | Libertad y Progreso ADN     | LP-ADN   | Derecha                      | Ver listaNacionalismo Conservadurismo liberal Liberalismo Republicanismo Reformismo Anticomunismo Antimasismo                       | 18 de abril de 2025 (0 años)     | Paulo Rodríguez Folster  |                         |                                    | 0/36           | 0/130          |
|          | Somos Camargo                                                       | Libertad y Progreso ADN     | LP-ADN   | Derecha                      | Ver listaNacionalismo Conservadurismo liberal Liberalismo Republicanismo Reformismo Anticomunismo Antimasismo                       | 18 de abril de 2025 (0 años)     | Paulo Rodríguez Folster  |                         |                                    | 0/36           | 0/130          |

### Históricos
| Alianzas y coaliciónes       | Alianzas y coaliciónes                               | Alianzas y coaliciónes                           | Alianzas y coaliciónes       | Alianzas y coaliciónes       | Alianzas y coaliciónes | Alianzas y coaliciónes       | Alianzas y coaliciónes       | Alianzas y coaliciónes                 | Alianzas y coaliciónes       | Alianzas y coaliciónes                         |
| Logo                         | Logo                                                 | Nombre                                           | Siglas                       | Posición                     | Ideología | Fundación                    | Disolución                   | Candidato                              | Partidos agrupaciones        | Partidos agrupaciones                          |
| Elecciones generales de 1978 | Elecciones generales de 1978                         | Elecciones generales de 1978                     | Elecciones generales de 1978 | Elecciones generales de 1978 | Elecciones generales de 1978 | Elecciones generales de 1978 | Elecciones generales de 1978 | Elecciones generales de 1978           | Elecciones generales de 1978 | Elecciones generales de 1978                   |
| ---------------------------- | ---------------------------------------------------- | ------------------------------------------------ | ---------------------------- | ---------------------------- | --- | ---------------------------- | ---------------------------- | -------------------------------------- | ---------------------------- | ---------------------------------------------- |
|                              |                                                      | Alianza Democrática de la Revolución Nacional    | ADRN                         | Centro                       | Ver listaNacionalismo liberal Neoliberalismo Conservadurismo                                                                                     | 1978                         | 1979                         | Víctor Paz Estenssoro                  |                              | Movimiento Nacionalista Revolucionario         |
|                              | Partido Revolucionario Auténtico                     | Alianza Democrática de la Revolución Nacional    | ADRN                         | Centro                       | Ver listaNacionalismo liberal Neoliberalismo Conservadurismo                                                                                     | 1978                         | 1979                         | Víctor Paz Estenssoro                  |                              |                                                |
| Elecciones generales de 1980 |                                                      |                                                  |                              |                              | |                              |                              |                                        |                              |                                                |
| Elecciones generales de 1985 |                                                      |                                                  |                              |                              | |                              |                              |                                        |                              |                                                |
|                              |                                                      | Movimiento Nacionalista Revolucionario           | MNR                          | Centro-derecha               | Ver listaNacionalismo liberal Neoliberalismo Conservadurismo                                                                                     | 4 de agosto de 1985          | 7 de mayo de 1989            | Víctor Paz Estenssoro                  |                              | Movimiento Nacionalista Revolucionario         |
| Apoyo en el congreso         |                                                      | Movimiento Nacionalista Revolucionario           | MNR                          | Centro-derecha               | Ver listaNacionalismo liberal Neoliberalismo Conservadurismo                                                                                     | 4 de agosto de 1985          | 7 de mayo de 1989            | Movimiento de Izquierda Revolucionaria |                              |                                                |
| Apoyo en el congreso         | Movimiento Nacionalista Revolucionario de Izquierda  | Movimiento Nacionalista Revolucionario           | MNR                          | Centro-derecha               | Ver listaNacionalismo liberal Neoliberalismo Conservadurismo                                                                                     | 4 de agosto de 1985          | 7 de mayo de 1989            |                                        |                              |                                                |
| Apoyo en el congreso         | Movimiento Nacionalista Revolucionario Vanguardia    | Movimiento Nacionalista Revolucionario           | MNR                          | Centro-derecha               | Ver listaNacionalismo liberal Neoliberalismo Conservadurismo                                                                                     | 4 de agosto de 1985          | 7 de mayo de 1989            |                                        |                              |                                                |
| Apoyo en el congreso         | Partido Demócrata Cristiano                          | Movimiento Nacionalista Revolucionario           | MNR                          | Centro-derecha               | Ver listaNacionalismo liberal Neoliberalismo Conservadurismo                                                                                     | 4 de agosto de 1985          | 7 de mayo de 1989            |                                        |                              |                                                |
| Apoyo en el congreso         | Movimiento Revolucionario Túpac Katari de Liberación | Movimiento Nacionalista Revolucionario           | MNR                          | Centro-derecha               | Ver listaNacionalismo liberal Neoliberalismo Conservadurismo                                                                                     | 4 de agosto de 1985          | 7 de mayo de 1989            |                                        |                              |                                                |
| Elecciones generales de 1989 |                                                      |                                                  |                              |                              | |                              |                              |                                        |                              |                                                |
|                              |                                                      | Acuerdo Patriótico                               | AP                           | Centro-izquierda             | | 7 de mayo de 1989            | 6 de junio de 1993           | Jaime Paz Zamora                       |                              | Movimiento de Izquierda Revolucionaria         |
| Apoyo en el congreso         |                                                      | Acuerdo Patriótico                               | AP                           | Centro-izquierda             | Acción Democrática Nacionalista | 7 de mayo de 1989            | 6 de junio de 1993           |                                        |                              |                                                |
| Apoyo en el congreso         | Partido Demócrata Cristiano                          | Acuerdo Patriótico                               | AP                           | Centro-izquierda             | | 7 de mayo de 1989            | 6 de junio de 1993           |                                        |                              |                                                |
| Apoyo en el congreso         | Frente Revolucionario de Izquierda                   | Acuerdo Patriótico                               | AP                           | Centro-izquierda             | | 7 de mayo de 1989            | 6 de junio de 1993           |                                        |                              |                                                |
| Apoyo en el congreso         | Conciencia de Patria                                 | Acuerdo Patriótico                               | AP                           | Centro-izquierda             | | 7 de mayo de 1989            | 6 de junio de 1993           |                                        |                              |                                                |
| Elecciones generales de 1993 |                                                      |                                                  |                              |                              | |                              |                              |                                        |                              |                                                |
|                              |                                                      | Acuerdo Patriótico                               | AP                           | Derecha                      | Ver listaNeoliberalismo Liberalismo conservador Democracia cristiana Capitalismo de Estado Banzerismo                                            | 1993                         | 1997                         | Hugo Banzer Suárez                     |                              | Acción Democrática Nacionalista                |
|                              | Partido Demócrata Cristiano                          | Acuerdo Patriótico                               | AP                           | Derecha                      | Ver listaNeoliberalismo Liberalismo conservador Democracia cristiana Capitalismo de Estado Banzerismo                                            | 1993                         | 1997                         | Hugo Banzer Suárez                     |                              |                                                |
|                              | Frente Revolucionario de Izquierda                   | Acuerdo Patriótico                               | AP                           | Derecha                      | Ver listaNeoliberalismo Liberalismo conservador Democracia cristiana Capitalismo de Estado Banzerismo                                            | 1993                         | 1997                         | Hugo Banzer Suárez                     |                              |                                                |
|                              | Movimiento de Izquierda Revolucionaria               | Acuerdo Patriótico                               | AP                           | Derecha                      | Ver listaNeoliberalismo Liberalismo conservador Democracia cristiana Capitalismo de Estado Banzerismo                                            | 1993                         | 1997                         | Hugo Banzer Suárez                     |                              |                                                |
|                              |                                                      | Movimiento Nacionalista Revolucionario           | MNR                          | Centro-derecha               | Ver listaNacionalismo liberal Neoliberalismo Conservadurismo                                                                                     | 1993                         | 1997                         | Gonzalo Sánchez de Lozada              |                              | Movimiento Nacionalista Revolucionario         |
|                              | Movimiento Revolucionario Túpac Katari de Liberación | Movimiento Nacionalista Revolucionario           | MNR                          | Centro-derecha               | Ver listaNacionalismo liberal Neoliberalismo Conservadurismo                                                                                     | 1993                         | 1997                         | Gonzalo Sánchez de Lozada              |                              |                                                |
| Apoyo en el congreso         |                                                      | Movimiento Nacionalista Revolucionario           | MNR                          | Centro-derecha               | Ver listaNacionalismo liberal Neoliberalismo Conservadurismo                                                                                     | 1993                         | 1997                         | Unidad Cívica Solidaridad              |                              |                                                |
| Apoyo en el congreso         | Movimiento Bolivia Libre                             | Movimiento Nacionalista Revolucionario           | MNR                          | Centro-derecha               | Ver listaNacionalismo liberal Neoliberalismo Conservadurismo                                                                                     | 1993                         | 1997                         |                                        |                              |                                                |
| Elecciones generales de 1997 |                                                      |                                                  |                              |                              | |                              |                              |                                        |                              |                                                |
|                              |                                                      | Acción Democrática Nacionalista                  | ADN                          | Derecha                      | Ver listaNeoliberalismo Liberalismo conservador Democracia cristiana Capitalismo de Estado Banzerismo                                            | 1997                         | 2002                         | Hugo Banzer Suárez                     |                              | Acción Democrática Nacionalista                |
|                              | Nueva Fuerza Republicana                             | Acción Democrática Nacionalista                  | ADN                          | Derecha                      | Ver listaNeoliberalismo Liberalismo conservador Democracia cristiana Capitalismo de Estado Banzerismo                                            | 1997                         | 2002                         | Hugo Banzer Suárez                     |                              |                                                |
|                              | Partido Demócrata Cristiano                          | Acción Democrática Nacionalista                  | ADN                          | Derecha                      | Ver listaNeoliberalismo Liberalismo conservador Democracia cristiana Capitalismo de Estado Banzerismo                                            | 1997                         | 2002                         | Hugo Banzer Suárez                     |                              |                                                |
| Apoyo en el congreso         |                                                      | Acción Democrática Nacionalista                  | ADN                          | Derecha                      | Ver listaNeoliberalismo Liberalismo conservador Democracia cristiana Capitalismo de Estado Banzerismo                                            | 1997                         | 2002                         | Movimiento de Izquierda Revolucionaria |                              |                                                |
| Apoyo en el congreso         | Conciencia de Patria                                 | Acción Democrática Nacionalista                  | ADN                          | Derecha                      | Ver listaNeoliberalismo Liberalismo conservador Democracia cristiana Capitalismo de Estado Banzerismo                                            | 1997                         | 2002                         |                                        |                              |                                                |
| Apoyo en el congreso         | Unidad Cívica Solidaridad                            | Acción Democrática Nacionalista                  | ADN                          | Derecha                      | Ver listaNeoliberalismo Liberalismo conservador Democracia cristiana Capitalismo de Estado Banzerismo                                            | 1997                         | 2002                         |                                        |                              |                                                |
| Elecciones generales de 2002 |                                                      |                                                  |                              |                              | |                              |                              |                                        |                              |                                                |
|                              |                                                      | Movimiento Nacionalista Revolucionario           | MNR                          | Centro-derecha               | Ver listaNacionalismo liberal Neoliberalismo Conservadurismo                                                                                     | 30 de junio de 2002          | 22 de enero de 2006          | Gonzalo Sánchez de Lozada              |                              | Movimiento Nacionalista Revolucionario         |
| Apoyo en el congreso         |                                                      | Movimiento Nacionalista Revolucionario           | MNR                          | Centro-derecha               | Ver listaNacionalismo liberal Neoliberalismo Conservadurismo                                                                                     | 30 de junio de 2002          | 22 de enero de 2006          | Movimiento de Izquierda Revolucionaria |                              |                                                |
| Apoyo en el congreso         | Acción Democrática Nacionalista                      | Movimiento Nacionalista Revolucionario           | MNR                          | Centro-derecha               | Ver listaNacionalismo liberal Neoliberalismo Conservadurismo                                                                                     | 30 de junio de 2002          | 22 de enero de 2006          |                                        |                              |                                                |
| Apoyo en el congreso         | Unidad Cívica Solidaridad                            | Movimiento Nacionalista Revolucionario           | MNR                          | Centro-derecha               | Ver listaNacionalismo liberal Neoliberalismo Conservadurismo                                                                                     | 30 de junio de 2002          | 22 de enero de 2006          |                                        |                              |                                                |
|                              |                                                      | Movimiento al Socialismo                         | MAS-IPSP                     | Extrema izquierda            | Ver listaSocialismo del Siglo XXI Socialismo comunitario Plurinacionalismo Populismo de izquierda                                                | 30 de junio de 2002          | 18 de diciembre de 2005      | Evo Morales Ayma                       |                              | Movimiento al Socialismo                       |
| Apoyo en el congreso         |                                                      | Movimiento al Socialismo                         | MAS-IPSP                     | Extrema izquierda            | Ver listaSocialismo del Siglo XXI Socialismo comunitario Plurinacionalismo Populismo de izquierda                                                | 30 de junio de 2002          | 18 de diciembre de 2005      | Movimiento Indígena Pachakuti          |                              |                                                |
| Elecciones generales de 2005 |                                                      |                                                  |                              |                              | |                              |                              |                                        |                              |                                                |
|                              |                                                      | Sin miedo somos MAS                              | MSM-MAS                      | Extrema izquierda            | Ver listaSocialismo del Siglo XXI Socialismo comunitario Plurinacionalismo Populismo de izquierda                                                | 3 de septiembre de 2005      | 4 de abril de 2010           | Evo Morales Ayma                       |                              | Movimiento al Socialismo                       |
|                              | Movimiento Sin Miedo                                 | Sin miedo somos MAS                              | MSM-MAS                      | Extrema izquierda            | Ver listaSocialismo del Siglo XXI Socialismo comunitario Plurinacionalismo Populismo de izquierda                                                | 3 de septiembre de 2005      | 4 de abril de 2010           | Evo Morales Ayma                       |                              |                                                |
| Elecciones generales de 2009 |                                                      |                                                  |                              |                              | |                              |                              |                                        |                              |                                                |
|                              |                                                      | Plan Progreso para Bolivia-Convergencia Nacional | PPB-CN                       | Centro-derecha               | Ver listaConservadurismo Conservadurismo liberal Economía mixta Economía de mercado Neoliberalismo Democracia cristiana Meritocracia Autonomismo | 4 de septiembre de 2009      | 12 de octubre de 2014        | Manfred Reyes Villa                    |                              | Nueva Fuerza Republicana                       |
|                              | Movimiento Nacionalista Revolucionario               | Plan Progreso para Bolivia-Convergencia Nacional | PPB-CN                       | Centro-derecha               | Ver listaConservadurismo Conservadurismo liberal Economía mixta Economía de mercado Neoliberalismo Democracia cristiana Meritocracia Autonomismo | 4 de septiembre de 2009      | 12 de octubre de 2014        | Manfred Reyes Villa                    |                              |                                                |
|                              | Autonomía para Bolivia                               | Plan Progreso para Bolivia-Convergencia Nacional | PPB-CN                       | Centro-derecha               | Ver listaConservadurismo Conservadurismo liberal Economía mixta Economía de mercado Neoliberalismo Democracia cristiana Meritocracia Autonomismo | 4 de septiembre de 2009      | 12 de octubre de 2014        | Manfred Reyes Villa                    |                              |                                                |
|                              | Partido Popular                                      | Plan Progreso para Bolivia-Convergencia Nacional | PPB-CN                       | Centro-derecha               | Ver listaConservadurismo Conservadurismo liberal Economía mixta Economía de mercado Neoliberalismo Democracia cristiana Meritocracia Autonomismo | 4 de septiembre de 2009      | 12 de octubre de 2014        | Manfred Reyes Villa                    |                              |                                                |
|                              |                                                      | Consenso por la Unidad Nacional                  | UN                           | Centro-derecha a centro      | Ver listaSocialdemocracia Antimasismo Socioliberalismo Liberalismo económico Populismo                                                           | 15 de septiembre de 2009     | 15 de diciembre de 2013      | Samuel Doria Medina                    |                              | Frente de Unidad Nacional                      |
|                              | Consenso Popular                                     | Consenso por la Unidad Nacional                  | UN                           | Centro-derecha a centro      | Ver listaSocialdemocracia Antimasismo Socioliberalismo Liberalismo económico Populismo                                                           | 15 de septiembre de 2009     | 15 de diciembre de 2013      | Samuel Doria Medina                    |                              |                                                |
| Elecciones generales de 2014 |                                                      |                                                  |                              |                              | |                              |                              |                                        |                              |                                                |
|                              |                                                      | Unidad Demócrata                                 | UD                           | Centro a Centro-derecha      | Ver listaAntimasismo Liberalismo Autonomismo Neoliberalismo Socioliberalismo Socialdemocracia Conservadurismo liberal                            | 17 de julio de 2014          | 18 de octubre de 2020        | Samuel Doria Medina                    |                              | Frente de Unidad Nacional                      |
|                              | Movimiento Demócrata Social                          | Unidad Demócrata                                 | UD                           | Centro a Centro-derecha      | Ver listaAntimasismo Liberalismo Autonomismo Neoliberalismo Socioliberalismo Socialdemocracia Conservadurismo liberal                            | 17 de julio de 2014          | 18 de octubre de 2020        | Samuel Doria Medina                    |                              |                                                |
|                              | Movimiento Nacionalista Revolucionario               | Unidad Demócrata                                 | UD                           | Centro a Centro-derecha      | Ver listaAntimasismo Liberalismo Autonomismo Neoliberalismo Socioliberalismo Socialdemocracia Conservadurismo liberal                            | 17 de julio de 2014          | 18 de octubre de 2020        | Samuel Doria Medina                    |                              |                                                |
| Elecciones generales de 2019 |                                                      |                                                  |                              |                              | |                              |                              |                                        |                              |                                                |
|                              |                                                      | Bolivia Dice No                                  | BDN                          | Centro-derecha               | Ver listaSocioliberalismo Justicia social Conservadurismo liberal Regionalismo Neoconservadurismo Evangelicalismo                                | 13 de noviembre de 2018      | 20 de octubre de 2019        | Oscar Ortiz Antelo                     |                              | Movimiento Demócrata Social                    |
|                              | Frente de Unidad Nacional (2018-2019)                | Bolivia Dice No                                  | BDN                          | Centro-derecha               | Ver listaSocioliberalismo Justicia social Conservadurismo liberal Regionalismo Neoconservadurismo Evangelicalismo                                | 13 de noviembre de 2018      | 20 de octubre de 2019        | Oscar Ortiz Antelo                     |                              |                                                |
|                              | Plataforma Ciudadana Bolivia Dice No                 | Bolivia Dice No                                  | BDN                          | Centro-derecha               | Ver listaSocioliberalismo Justicia social Conservadurismo liberal Regionalismo Neoconservadurismo Evangelicalismo                                | 13 de noviembre de 2018      | 20 de octubre de 2019        | Oscar Ortiz Antelo                     |                              |                                                |
|                              |                                                      | Comunidad Ciudadana                              | CC                           | Centro-izquierda             | Ver listaSocioliberalismo Centrismo Socialdemocracia Progresismo Antimasismo                                                                     | 13 de noviembre de 2018      | 17 de agosto de 2025         | Carlos Mesa                            |                              | Frente Revolucionario de Izquierda (2018-2024) |
|                              | Soberanía y Libertad para Bolivia (2018-2020)        | Comunidad Ciudadana                              | CC                           | Centro-izquierda             | Ver listaSocioliberalismo Centrismo Socialdemocracia Progresismo Antimasismo                                                                     | 13 de noviembre de 2018      | 17 de agosto de 2025         | Carlos Mesa                            |                              |                                                |
|                              | Agrupación Ciudadana Jesús Lara (Cochabamba)         | Comunidad Ciudadana                              | CC                           | Centro-izquierda             | Ver listaSocioliberalismo Centrismo Socialdemocracia Progresismo Antimasismo                                                                     | 13 de noviembre de 2018      | 17 de agosto de 2025         | Carlos Mesa                            |                              |                                                |
|                              | Todos (Tarija; 2018-2020)                            | Comunidad Ciudadana                              | CC                           | Centro-izquierda             | Ver listaSocioliberalismo Centrismo Socialdemocracia Progresismo Antimasismo                                                                     | 13 de noviembre de 2018      | 17 de agosto de 2025         | Carlos Mesa                            |                              |                                                |
|                              | Chuquisaca Somos Todos (2020-2025)                   | Comunidad Ciudadana                              | CC                           | Centro-izquierda             | Ver listaSocioliberalismo Centrismo Socialdemocracia Progresismo Antimasismo                                                                     | 13 de noviembre de 2018      | 17 de agosto de 2025         | Carlos Mesa                            |                              |                                                |
|                              | Primero la Gente (Tarija; 2020-2025)                 | Comunidad Ciudadana                              | CC                           | Centro-izquierda             | Ver listaSocioliberalismo Centrismo Socialdemocracia Progresismo Antimasismo                                                                     | 13 de noviembre de 2018      | 17 de agosto de 2025         | Carlos Mesa                            |                              |                                                |
| Elecciones generales de 2020 |                                                      |                                                  |                              |                              | |                              |                              |                                        |                              |                                                |
|                              |                                                      | Creemos                                          | CREEMOS                      | Derecha                      | Ver listaPopulismo Federalismo Antimasismo Republicanismo Conservadurismo liberal Regionalismo Reformismo Nacionalismo cívico                    | 23 de enero de 2020          | 17 de agosto de 2025         | Luis Fernando Camacho                  |                              | Unidad Cívica Solidaridad (2020)               |
|                              | Partido Demócrata Cristiano (2020)                   | Creemos                                          | CREEMOS                      | Derecha                      | Ver listaPopulismo Federalismo Antimasismo Republicanismo Conservadurismo liberal Regionalismo Reformismo Nacionalismo cívico                    | 23 de enero de 2020          | 17 de agosto de 2025         | Luis Fernando Camacho                  |                              |                                                |
|                              | Camino Democrático para el Cambio                    | Creemos                                          | CREEMOS                      | Derecha                      | Ver listaPopulismo Federalismo Antimasismo Republicanismo Conservadurismo liberal Regionalismo Reformismo Nacionalismo cívico                    | 23 de enero de 2020          | 17 de agosto de 2025         | Luis Fernando Camacho                  |                              |                                                |
|                              | Seguridad, Orden y Libertad                          | Creemos                                          | CREEMOS                      | Derecha                      | Ver listaPopulismo Federalismo Antimasismo Republicanismo Conservadurismo liberal Regionalismo Reformismo Nacionalismo cívico                    | 23 de enero de 2020          | 17 de agosto de 2025         | Luis Fernando Camacho                  |                              |                                                |
|                              | Libertad y Democracia Renovadora                     | Creemos                                          | CREEMOS                      | Derecha                      | Ver listaPopulismo Federalismo Antimasismo Republicanismo Conservadurismo liberal Regionalismo Reformismo Nacionalismo cívico                    | 23 de enero de 2020          | 17 de agosto de 2025         | Luis Fernando Camacho                  |                              |                                                |
|                              | Movimiento de Organización Popular                   | Creemos                                          | CREEMOS                      | Derecha                      | Ver listaPopulismo Federalismo Antimasismo Republicanismo Conservadurismo liberal Regionalismo Reformismo Nacionalismo cívico                    | 23 de enero de 2020          | 17 de agosto de 2025         | Luis Fernando Camacho                  |                              |                                                |
|                              | Fuerza Kochala                                       | Creemos                                          | CREEMOS                      | Derecha                      | Ver listaPopulismo Federalismo Antimasismo Republicanismo Conservadurismo liberal Regionalismo Reformismo Nacionalismo cívico                    | 23 de enero de 2020          | 17 de agosto de 2025         | Luis Fernando Camacho                  |                              |                                                |
|                              |                                                      | Juntos                                           | JUNTOS                       | Centro a centro-derecha      | Ver listaLiberalismo Liberalismo conservador Federalismo Autonomismo                                                                             | 23 de enero de 2020          | 21 de septiembre de 2020     | Jeanine Añez Chávez                    |                              | Movimiento Demócrata Social                    |
|                              | Frente de Unidad Nacional                            | Juntos                                           | JUNTOS                       | Centro a centro-derecha      | Ver listaLiberalismo Liberalismo conservador Federalismo Autonomismo                                                                             | 23 de enero de 2020          | 21 de septiembre de 2020     | Jeanine Añez Chávez                    |                              |                                                |
|                              | Soberanía y Libertad para Bolivia                    | Juntos                                           | JUNTOS                       | Centro a centro-derecha      | Ver listaLiberalismo Liberalismo conservador Federalismo Autonomismo                                                                             | 23 de enero de 2020          | 21 de septiembre de 2020     | Jeanine Añez Chávez                    |                              |                                                |
|                              | Unidos (Tarija; 2020)                                | Juntos                                           | JUNTOS                       | Centro a centro-derecha      | Ver listaLiberalismo Liberalismo conservador Federalismo Autonomismo                                                                             | 23 de enero de 2020          | 21 de septiembre de 2020     | Jeanine Añez Chávez                    |                              |                                                |
|                              | Todos (2020)                                         | Juntos                                           | JUNTOS                       | Centro a centro-derecha      | Ver listaLiberalismo Liberalismo conservador Federalismo Autonomismo                                                                             | 23 de enero de 2020          | 21 de septiembre de 2020     | Jeanine Añez Chávez                    |                              |                                                |
|                              |                                                      | Libre 21-Libertad y Democracia                   | LIBRE21                      | Centro-derecha               | Ver listaCentrismo Antimasismo Socioliberalismo Economía de mercado                                                                              | 24 de enero de 2020          | 11 de octubre de 2020        | Jorge Quiroga Ramírez                  |                              | Movimiento Nacionalista Revolucionario         |
|                              | Movimiento por la Soberanía                          | Libre 21-Libertad y Democracia                   | LIBRE21                      | Centro-derecha               | Ver listaCentrismo Antimasismo Socioliberalismo Economía de mercado                                                                              | 24 de enero de 2020          | 11 de octubre de 2020        | Jorge Quiroga Ramírez                  |                              |                                                |

### Partidos y Coaliciones políticas
- FRI (Frente Revolucionario de Izquierda), fundador: Federico Escobar Zapata
- FUERSA (Fuerza Revolucionaria Socialista Antiimperialista)
- MBL (Movimiento Bolivia Libre), fundador: Antonio Araníbar Quiroga
- MIP (Movimiento Indígena Pachakuti), fundador: Felipe Quispe Huanca
- MRTKL (Movimiento Revolucionario Tupaq Katari de Liberación), fundador: Víctor Hugo Cárdenas Conde
- MST (Movimiento Socialista de los Trabajadores Bolivia), fundador: Jaime Vilela
- PCB (Partido Comunista de Bolivia), fundador: Sergio Almaraz Paz
- PDC (Partido Demócrata Cristiano), fundador: Benjamín Miguel Harb
- PIR (Partido de Izquierda Revolucionaria), fundador: José Antonio Arze
- POR (Partido Obrero Revolucionario), fundador: Guillermo Lora Escóbar
- PRA (Partido Revolucionario Auténtico), fundador: Walter Guevara Arce
- PSD (Partido Social Demócrata), fundador: Luis Adolfo Siles Salinas
- CONDEPA (Conciencia de Patria), fundador: Carlos Palenque Avilés
- NFR (Nueva Fuerza Republicana), fundador: Manfred Reyes Villa
- PCR (Partido Comunista Revolucionario (Bolivia))
- PPB-CN (Plan Progreso para Bolivia-Convergencia Nacional), fundador: José Luis Paredes y Luis Alberto Serrate Middagh

## Partidos políticos por época
| Nombre                                     | Sigla      | Fundación  | Extinción | Líder histórico                    | Estado actual |
| 1883-1950                                  | 1883-1950  | 1883-1950  | 1883-1950 | 1883-1950                          | 1883-1950     |
| ------------------------------------------ | ---------- | ---------- | --------- | ---------------------------------- | ------------- |
| Partido Constitucional                     | PC         | 1883       | 1883      | Aniceto Arce                       | Desaparecido  |
| Partido Conservador                        | PC         | 1883       | 1883      | Mariano Baptista                   | Desaparecido  |
| Partido Demócrata                          | PD         | 1883       | ¿?        | Gregorio Pacheco                   | Desaparecido  |
| Partido Constitucional-Conservador         | PC         | 1883       | ¿?        | Aniceto Arce-Mariano Baptista      | Desaparecido  |
| Partido Liberal                            | PL         | 1883       | c. 1978   | Eliodoro Camacho                   | Desaparecido  |
| Partido Republicano                        | PR         | 1914       | 1921      | Bautista Saavedra-Daniel Salamanca | Desaparecido  |
| Partido Republicano Socialista             | PRS        | 1921       | ¿?        | Bautista Saavedra                  | Desaparecido  |
| Partido Republicano Genuino                | PRG        | 1921       | 1946      | Daniel Salamanca                   | Desaparecido  |
| Partido Nacionalista                       | PN         | 1926       | c. 1930   | Hernando Siles Reyes               | Desaparecido  |
| Falange Socialista Boliviana               | FSB        | 1937       | —         | Óscar Únzaga                       | Inscrito      |
| Movimiento Nacionalista Revolucionario     | MNR        | 1942       | —         | Víctor Paz Estenssoro              | Inscrito      |
| Partido de la Unión Republicana Socialista | PURS       | 1946       | c. 1978   | Enrique Hertzog Garaizabal         | Desaparecido  |
| 1950-1999                                  |            |            |           |                                    |               |
| Partido Demócrata Cristiano (Bolivia)      | PDC        | 1954/ 1964 | —         | —                                  | Inscrito      |
| Partido Socialista                         | PS         | 1971       | c. 1978   | Marcelo Quiroga Santa Cruz         | Desaparecido  |
| Partido Socialista-1                       | PS-1       | 1971       | —         | Marcelo Quiroga Santa Cruz         | Desaparecido  |
| Movimiento de Izquierda Revolucionaria     | MIR        | 1971       | 2006      | Jaime Paz Zamora                   | Desaparecido  |
| Frente Revolucionario de Izquierda         | FRI        | 1978       | —         | Oscar Zamora Medinacelli           | Inscrito      |
| Acción Democrática Nacionalista            | ADN        | 1979       | —         | Hugo Banzer Suárez                 | Inscrito      |
| Movimiento Bolivia Libre                   | MBL        | 1985       | 2009      | Juan del Granado                   | Desaparecido  |
| Conciencia de Patria                       | CONDEPA    | 1988       | 2002      | Carlos Palenque                    | Desaparecido  |
| Unidad Cívica Solidaridad                  | UCS        | 1989       | —         | Max Fernández                      | Inscrito      |
| Nueva Fuerza Republicana                   | NFR        | 1995       | 2009      | Manfred Reyes Villa                | Desaparecido  |
| Movimiento al Socialismo                   | MAS-IPSP   | 1997       | —         | Evo Morales                        | Inscrito      |
| 1999-presente                              |            |            |           |                                    |               |
| Movimiento Sin Miedo                       | MSM        | 19992024   | 2014–     | Juan del Granado                   | Reinscrito    |
| Movimiento Indígena Pachakuti              | MIP        | 2000       | 2005      | Felipe Quispe                      | Desaparecido  |
| Unidad Nacional                            | UN         | 2003       | —         | Samuel Doria Medina                | Inscrito      |
| Bolivia Social Demócrata                   | BSD        | 2003       | 2010      | Rime Choquehuanca                  | Desaparecido  |
| Alianza Social                             | AS         | 2004       | —         | René Joaquino                      | Inscrito      |
| Movimiento de Unidad Social Patriótico     | MUSPA      | 2005       | 2010      | Ana María Flores                   | Desaparecido  |
| Partido Verde de Bolivia                   | PVB        | 2007       | 2014      | Margot Soria Saravia               | Desaparecido  |
| Frente Para la Victoria                    | FPV        | 2009       | 2025      | Eliseo Rodríguez Pari              | Desaparecido  |
| Movimiento Tercer Sistema                  | MTS        | 2010       | —         | Félix Patzi Paco                   | Inscrito      |
| Movimiento Demócrata Social                | MDS        | 2013       | —         | Rubén Costas Aguilera              | Inscrito      |
| Partido de Acción Nacional Boliviano       | PAN-BOL    | 2016       | 2025      | Ruth Nina                          | Desaparecido  |
| Nueva Generación Patriótica                | NGP        | 2024       | —         | —                                  | Inscrito      |
| Autonomía Para Bolivia-Súmate              | APB Súmate | 2024       | —         | Manfred Reyes Villa                | Inscrito      |
| Movimiento de Renovación Nacional          | MORENA     | 2025       | —         | Eva Copa                           | Inscrito      |